# Nicolas Gaudin
Nicolas Gaudin, seigneur de La Bourdaisière, fut maire de Tours de 1504 à 1506.

## Biographie
Nicolas Gaudin est le fils du marchand Jean Gaudin, maire de Tours en 1473 et trésorier de l'Anjou, qui serait le commanditaire de l'hôtel Goüin.
Marchand, il devient conseiller et secrétaire du roi, receveur des aides et tailles du Loudunois en 1502. Il reprend également la charge d'argentier de la reine Anne de Bretagne, au décès de son frère Victor Gaudin, puis de Claude de France.
Il est maire de Tours de 1504 à 1506.
Marié d'abord à Charlotte de La Mézière, dame de La Bourdaisière, fille de Louis de La Mezière, seigneur de la Bourdaisière et maire de Tours en 1477-1478, puis à Louise Briçonnet vers 1502, il n'a pas d'enfant et fait de sa nièce Marie Gaudin son héritière.
Il fait sans doute reconstruire le château de Jallanges, à Vernou-sur-Brenne. Il aurait également fait bâtir l'hôtel Goüin.

## Sources
- Mémoires de la Société archéologique de Touraine, 1866